# Haga Kyrkogata
Haga Kyrkogata är en gata i stadsdelarna Haga, Vasastaden och Annedal i Göteborg. Den är cirka 350 meter lång och sträcker sig från Storgatan vid Hagakyrkan till Västergatan.
Gatan fick sitt namn år 1867 efter Hagakyrkan, invigd år 1859. Under åren 1872–1941 räknades även nuvarande Carl Grimbergsgatan i Annedal till Haga Kyrkogata. Den södra delen kallades 1867–1872 för Annebergsgatan efter fastigheten Anneberg. År 1940 föreslogs att gatan skulle delas och den norra delen kallas Biblioteksgatan efter dåvarande stadsbiblioteket och den södra kallas Östergatan. Namnet Biblioteksgatan ansågs dock olämpligt, då stadsbiblioteket snart skulle behöva flytta. Namnet Haga Kyrkogata bekräftades därför för den norra delen, samtidigt som den södra delen fick namnet Carl Grimbergsgatan.